# Сан Джовани Инкарико
Сан Джова̀ни Инка̀рико (на италиански: San Giovanni Incarico) е малко градче и община в Централна Италия, провинция Фрозиноне, регион Лацио. Разположено е на 200 m надморска височина. Населението на общината е 3395 души (към 2010 г.).